# Oestereiden
Oestereiden (gesprochen „Ōstereiden“) ist ein Stadtteil der Stadt Rüthen im Kreis Soest in Nordrhein-Westfalen. Am 31. Dezember 2021 hatte die Ortschaft 829 Einwohner.

## Lage
Nördlich von Oestereiden verläuft die Bundesautobahn 44, etwa zwölf Kilometer weiter nördlich befindet sich die Stadt Lippstadt. Neun Kilometer südlich von Oestereiden befindet sich die Stadt Rüthen, acht Kilometer westlich Anröchte. Der Ort hat eine Höhenlage von 200 bis 290 Meter über NN.

## Geschichte
Erstmals erwähnt wird Oestereiden im Jahre 1170. Der Name von Oestereiden und dem benachbarten Westereiden geht auf Eden oder Eyden zurück. Dieses könnte Höhe oder Heide bedeuten. Oestereiden und Westereiden stehen für den östlichen bzw. den westlichen Teil der Siedlung Eden. Seit dem Mittelalter war Oestereiden Teil der Gografschaft bzw. Gogericht Rüthen im kurkölnischen Herzogtum Westfalen. Dieses wird 1802 Teil von Hessen-Darmstadt und ab 1807 wird Oestereiden dem neuen Amt Rüthen zugeteilt. 1811 entsteht als unterste Verwaltungseinheit der Schultheißbezirk Oestereiden, zu dem auch Westereiden gehört. 1815 wird Oestereiden Teil des Königreiches Preußen und 1816 des Kreises Lippstadt. 1827/28 entsteht die Gemeinde Oestereiden nach Auflösung des Schultheißbezirks Oestereiden. Diese gehört nun zur Bürgermeisterei Anröchte, aus der 1843 das Amt Anröchte wurde. 1845 wechselt die Gemeinde Oestereiden in das Amt Altenrüthen, das ab 1937 Amt Rüthen hieß. Am 1. Januar 1975 erfolgte die Eingemeindung in die Stadt Rüthen.

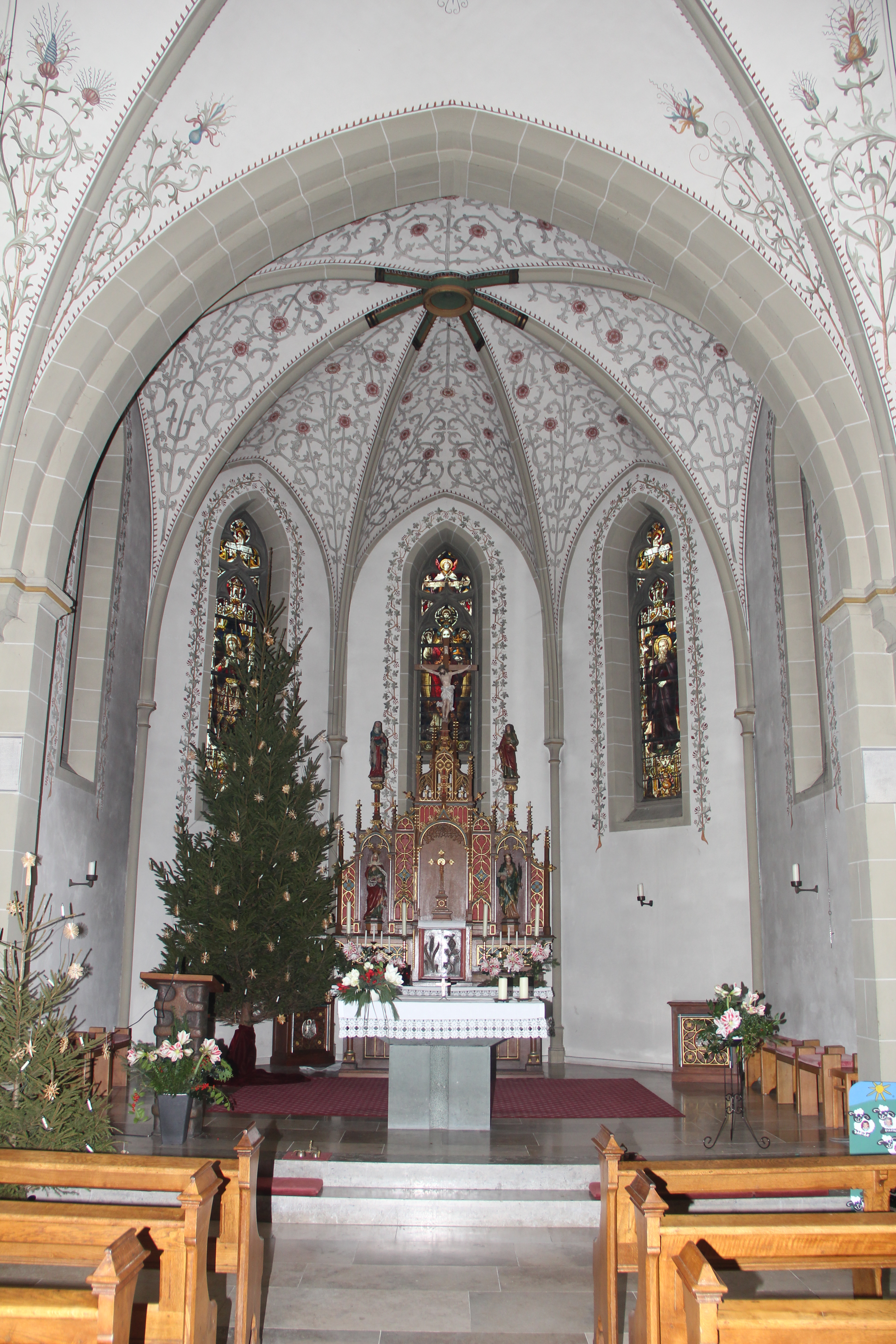
Innenraum der St. Antoniuskirche in Oestereiden

Einwohnerentwicklung
- 1861: 696 Einwohner
- 1939: 597 Einwohner
- 1950: 852 Einwohner
- 1961: 721 Einwohner
- 1970: 794 Einwohner
- 1974: 770 Einwohner
- 1975: 767 Einwohner
- 2003: 780 Einwohner
- 2009: 860 Einwohner
- 2011: 830 Einwohner
- 2014: 793 Einwohner
- 2021: 829 Einwohner[1]

## Politik

### Ortsvorsteher
Alfons Levenig (CDU)

### Wappen
| Wappen von Oestereiden | Blasonierung: „Gespalten von Rot und Gold, rechts ein goldener Emeritenstab, links ein nach oben weisendes rotes Schwert.“ |
| Wappen von Oestereiden | Wappenbegründung: Das Wappen ist gehalten in den Farben der Grafen von Riedberg, die bis 1802 die Grundherrschaft in Oestereiden besaßen. Der heraldisch rechts gezeigte Eremitenstab ist ein Attribut des heiligen Antonius Eremita, dem Kirchenpatron der Oestereidener Kirche. Das Schwert auf der heraldisch linken Seite des Schildes symbolisiert die Freistuhlgerichtsbarkeit in Oestereiden. |

## Vereine
- Freiwillige Feuerwehr, gegründet 1925. 35 Mitglieder, modernste Lösch- und Rettungsausrüstung.
- Heimatverein Oestereiden e. V.
- KFD – Katholische Frauengemeinschaft, 180 Mitglieder
- Landfrauen
- Männergesangverein „Concordia“ Oestereiden, gegründet 1880
- Damenchor Sing Mit Oestereiden
- Schützenverein Oestereiden e. V.,erstmalige urkundliche Erwähnung im Jahre 1554
- Spiel und Sportverein SuS Oestereiden e. V. 1922
- Tambourkorps Oestereiden
- Schießsportabteilung Oestereiden 1984

## Verkehr
Drei Buslinien der Westfalenbus GmbH, die Linie 672 von Rüthen über  Menzel nach Oestereiden, die Linie 673 von Rüthen über Meiste nach Oestereiden und die Linie R 62 von Rüthen über Oestereiden und Bökenförde nach Lippstadt verbinden Oestereiden mit den Nachbarorten.

## Bildung
In Oestereiden gibt es eine städtische Gemeinschaftsgrundschule, die Luzia-Schule.